# Bodenfrost

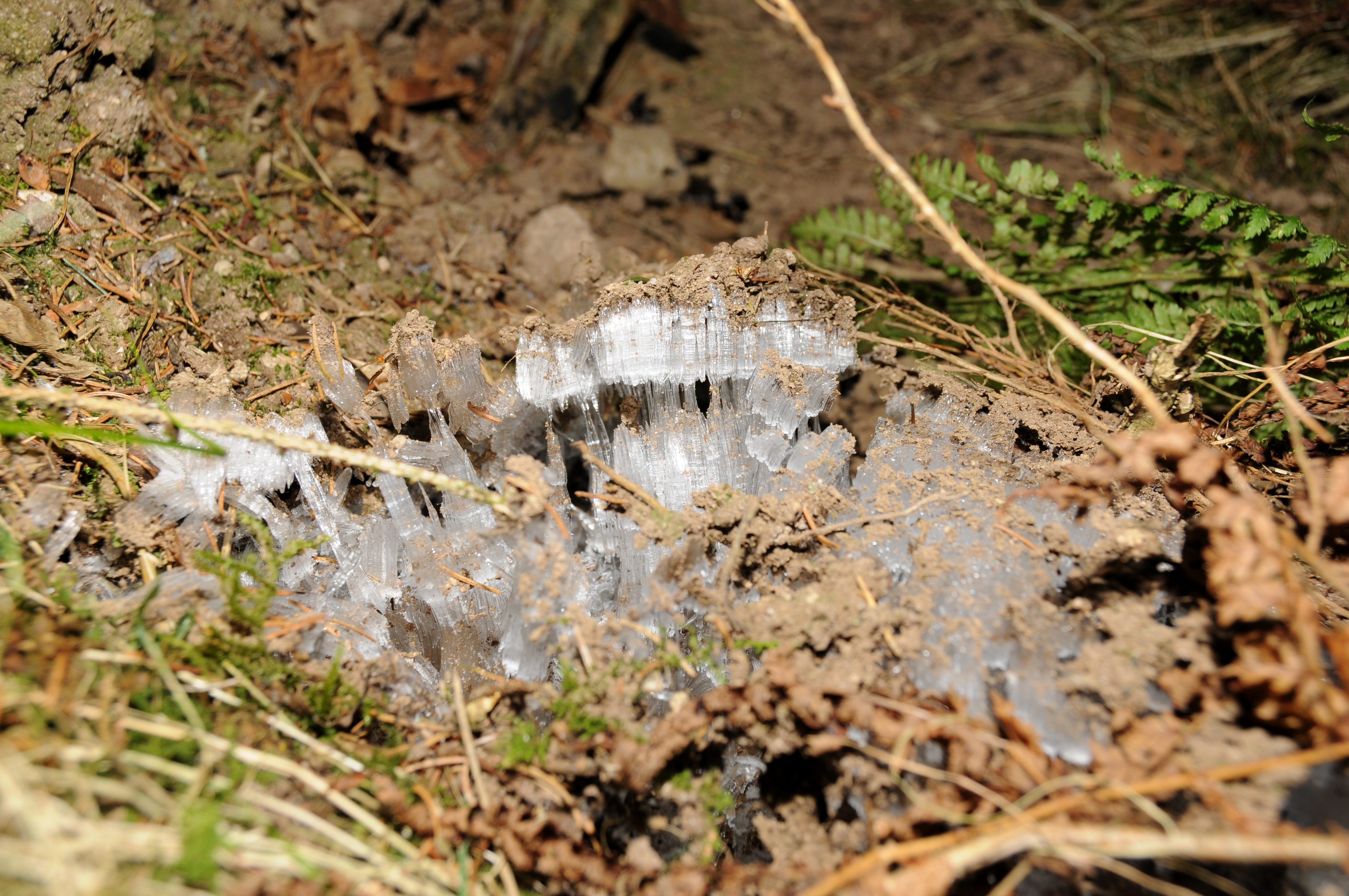
Beispiel für Kammeisbildung durch sich ausdehnendes Porenwasser

Mit Bodenfrost bezeichnet man in der Meteorologie das (meist nächtliche) Absinken der Temperatur auf weniger als 0 °C in 5 cm Höhe über dem Boden.
Es muss nicht unbedingt in der offiziellen Messhöhe von 2 m eine Temperatur unterhalb von 0 °C gemessen werden, Bodenfrost ist kein Kriterium für Frosttage.
Bodenfrost kann durch das Absinken kalter Luft in Bodennähe und besonders durch nächtliche Wärmestrahlung (umgangssprachlich Wärmeabstrahlung oder Ausstrahlung) bei fehlender Wolkendecke verursacht werden. In frostanfälligen Böden kann die Bodenoberfläche durch Frosthub angehoben werden, typischerweise bilden sich dabei im Boden Eislinsen.
Je länger der Bodenfrost anhält, desto höher ist die Frosteindringtiefe. In manchen Bereichen, zum Beispiel der Landwirtschaft oder dem Bauwesen und auch umgangssprachlich, steht „Bodenfrost“ auch verallgemeinert für gefrorenen Boden mit einer Bodentemperatur von unter 0 °C.
Bodenfrost kann frostempfindliche Pflanzen schädigen und durch Glätte den Straßenverkehr und die Bauwirtschaft beeinträchtigen.